# Nardi FN.305
Il Nardi FN.305 fu un aereo da addestramento caccia e trasporto leggero sviluppato dall'azienda italiana Fratelli Nardi negli anni trenta e prodotto dalla Rinaldo Piaggio.

## Storia del progetto

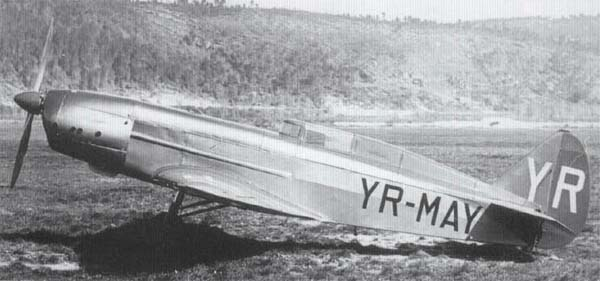
Un FN.305D equipaggiato con il motore Argus As 10.

Il Nardi FN.305 fu progettato come aereo da addestramento caccia e collegamento, il prototipo venne portato in volo per la prima volta il 19 febbraio 1935 (Matricola MM277 - pilota Arturo Ferrarin). L'FN.305 era un monoplano ad ala bassa a sbalzo con struttura mista. Aveva un carrello d'atterraggio con slitta di coda e ruote retrattili nella fusoliera. La propulsione era assicurata da un motore radiale Fiat A.70S da 200 CV montato nella parte anteriore della fusoliera. Il prototipo era un biposto in tandem con abitacolo chiuso. Dovevano essere prodotte sia la versione mono che la biposto, e il secondo prototipo fu un monoposto da addestramento caccia, seguito da un biposto da addestramento di base, entrambi avevano l'abitacolo aperto. Fu prodotta la versione a lungo raggio FN.305D dotata di radiale 9 cilindri Walter Bora da 200 CV. Il primo esemplare di questa versione era un biposto, e nel marzo 1939 fu utilizzato per un volo Roma-Addis Abeba, conquistando il record di classe per aver coperto 4.463,8 km alla media di 240 km/h. Il secondo FN.305D fu un monoposto acquistato dalla Romania per un tentativo, fallito, di trasvolata atlantica senza scalo.
Il prototipo fu riequipaggiato con un motore Alfa Romeo 115 e denominato FN.305A; in questa configurazione fu prodotto dalla Piaggio, non avendo la Nardi sufficiente capacità produttiva. La Regia Aeronautica aveva ordinato 285 esemplari, per la maggior parte biposto FN.305A da collegamento ed addestramento caccia. Alcuni esemplari furono prodotti nelle versioni monoposto FN.305B (con abitacolo aperto) e FN.305C (chiuso). Successivamente all'ordine italiano, nel 1938 nove aerei furono venduti al Cile e 31 alla Romania. In Romania furono poi costruiti su licenza dalla Industria Aeronautică Română (IAR) 124 esemplari. Il maggior ordine per l'esportazione venne dalla Francia, ma al momento della dichiarazione di guerra, nel giugno 1940, erano stati consegnato solo 41 esemplari. L'ultimo cliente estero fu l'Ungheria, che ordinò 50 esemplari, mentre 26 velivoli vennero requisiti dalla Luftwaffe, dopo l'8 settembre 1943, e destinati a compiti di collegamento.
Fu sviluppata una versione migliorata denominata Nardi FN.315.

## Varianti

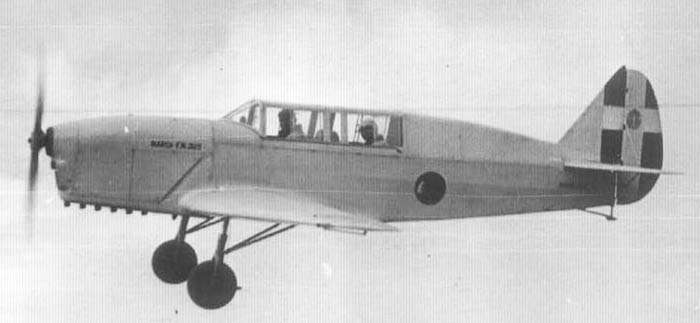
Un FN.305A in volo.

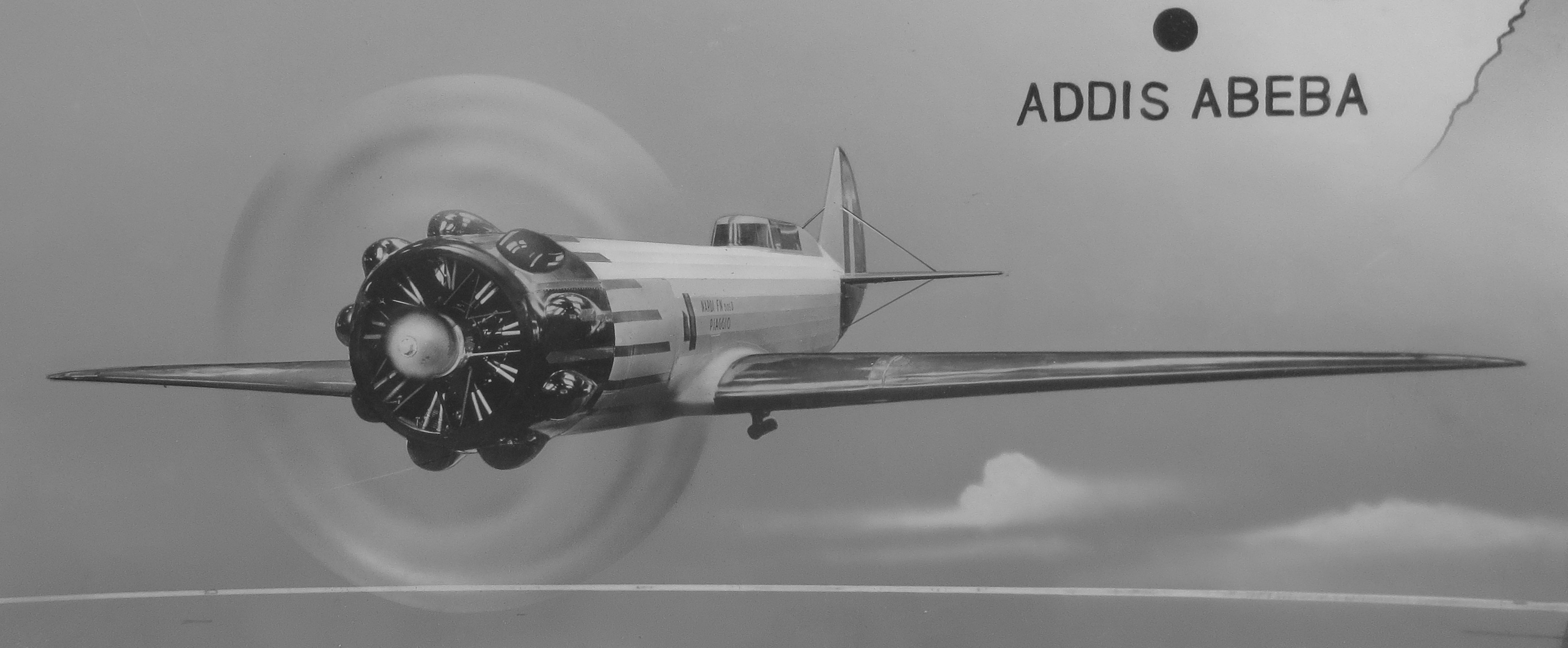
Nardi FN.305D e Walter Bora (1938)

FN.305
Prototipo
FN.305A
Biposto, versione principale.
FN.305B
Monoposto ad abitacolo aperto.
FN.305C
Monoposto ad abitacolo chiuso
FN.305D
Versione a lungo raggio, con motore radiale Walter Bora da 149 kW (200 HP), costruito in due esemplari, uno monoposto e uno biposto

## Utilizzatori
Cile
- Fuerza Aérea de Chile

 Francia
- Armée de l'air

 Germania
- Luftwaffe

 Italia
- Regia Aeronautica

 Romania
- Aeronautica Regală Românã

 Ungheria
- Magyar Királyi Honvéd Légierő